# Ozerne, Lohvîțea
Ozerne (în ucraineană Озерне) este un sat în comuna Bezsalî din raionul Lohvîțea, regiunea Poltava, Ucraina.

## Demografie
Componența lingvistică a localității Ozerne
     Ucraineană (98,15%)
     Rusă (1,85%)
Conform recensământului din 2001, majoritatea populației localității Ozerne era vorbitoare de ucraineană (98,15%), existând în minoritate și vorbitori de rusă (1,85%).